# Synagoge (Lukiw)

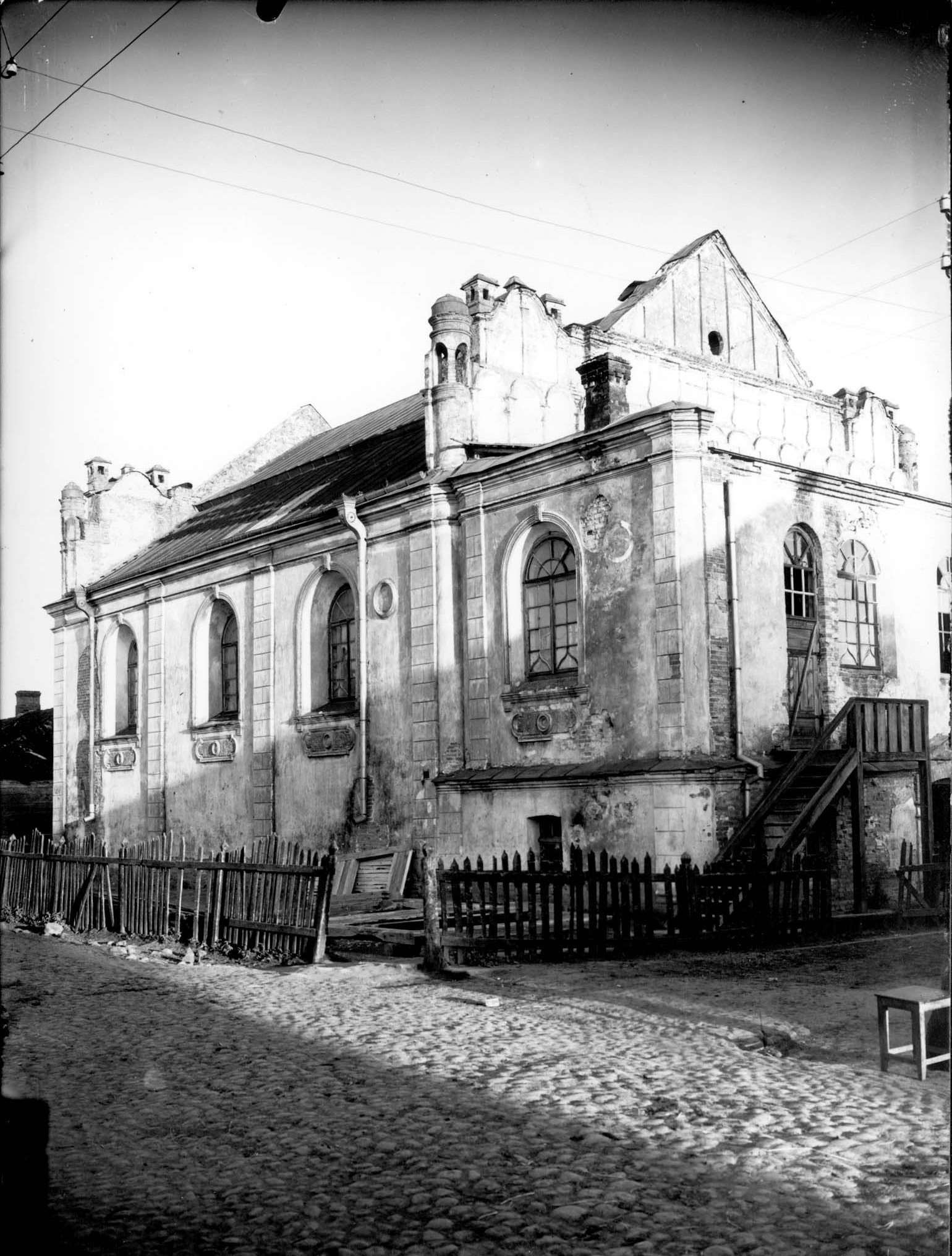
Synagoge in Lukiw vor 1939

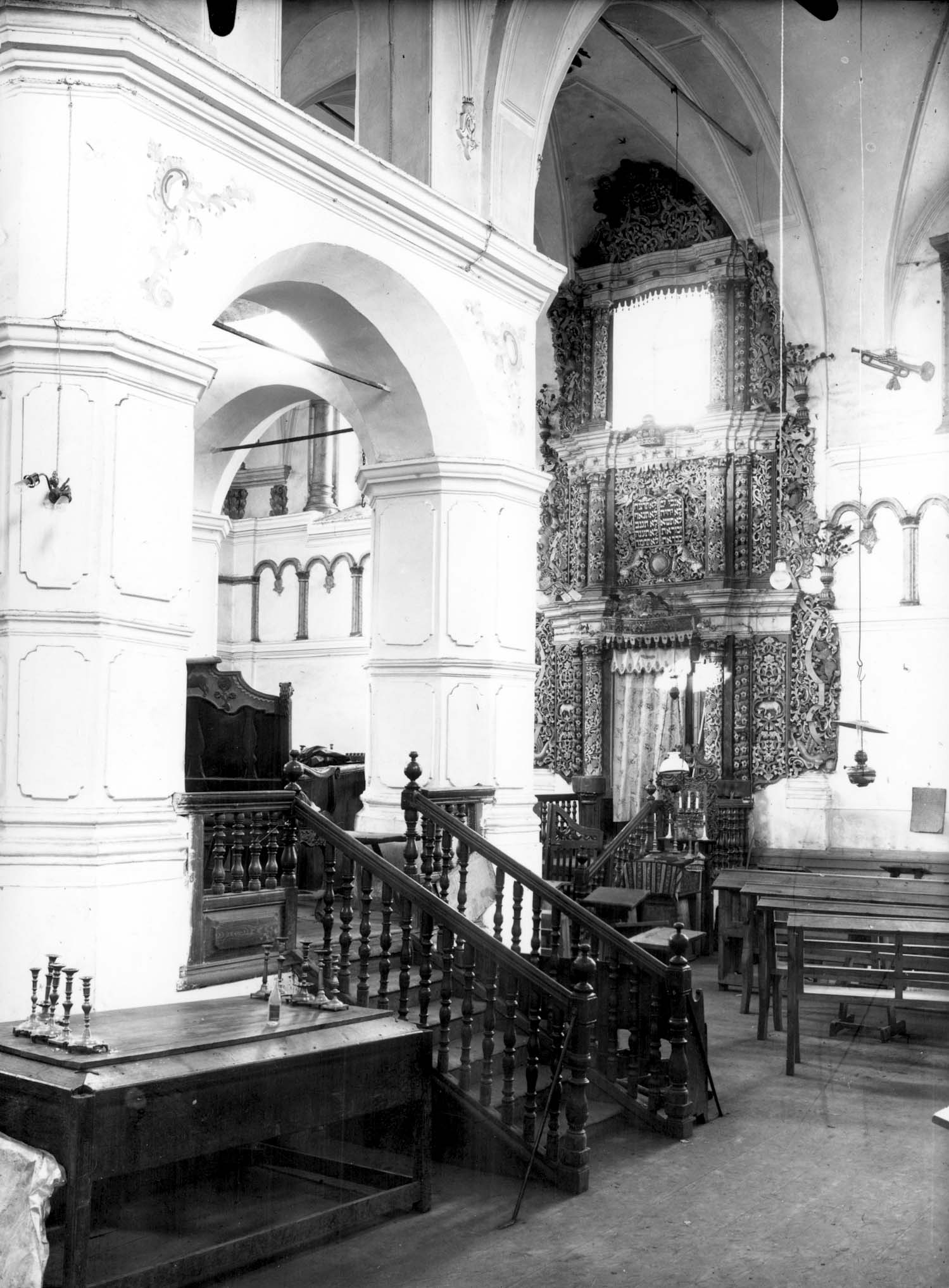
Stützbima (links) und Toraschrein (im Hintergrund)

Die Synagoge von Lukiw in der Oblast Wolyn in der Ukraine wurde 1781 erbaut und im Zweiten Weltkrieg zerstört.

## Geschichte
Vermutlich gleichzeitig mit der Haupthalle wurden die Räume der Vorhalle errichtet. Später wurden an der Westseite Anbauten hinzugefügt, die die gleiche Höhe wie die Haupthalle hatten. In deren oberem Stockwerk befanden sich die Gebetsräume der Frauen, die über eine äußere hölzerne Treppe zu erreichen waren. Ebenfalls wurden später an der Südseite zwei Stockwerke mit Räumen angebaut. Es wird angenommen, dass ursprünglich das ganze Dach hinter einer hohen Attika verborgen war, die jedoch im Zuge der Anbauten an den Seiten abgerissen wurden und dass die Attikas an der West-  und Ostseite zusätzlich Giebel bekamen.
Ebenfalls bekam die Haupthalle spätestens zu dieser Zeit ein Giebeldach.
In den 1930er Jahren wurde das Innere renoviert.

## Architektur
Die Haupthalle war nahezu quadratisch. Ihre Außenwände (ursprünglich im Süden und Norden) wurden durch Pilaster in drei Felder unterteilt; in jedem dieser Felder befand sich ein Rundbogenfenster. Die Wände im Inneren waren in einem primitiven Rokokostil reich verziert.
Der Toraschrein aus Holz wies ebenfalls reichhaltige, mehrfarbige Verzierungen auf. Er füllte nicht nur das mittlere Feld der Wand aus, sondern bedeckte mit seinen Flügeln auch die dortigen Pilaster. Er war in drei Stufen unterteilt, die nach oben hin jeweils schmaler wurden. Durch die obere Stufe wurde das dortige Fenster eingerahmt.
Die Bima befand sich in der Mitte der Haupthalle im Inneren eines Turmes aus vier oktogonalen Säulen, der bis zur Decke reichte und das Gewölbe mit abstützte (Stützbima).
Die Decke war in neun Felder unterteilt; die acht außerhalb des Bimaturms gelegenen Felder hatten ein Kreuzgewölbe und das Feld innerhalb des Bimaturms wurde durch eine kleine Kuppel verdeckt.

## Figuren über der Eingangstür

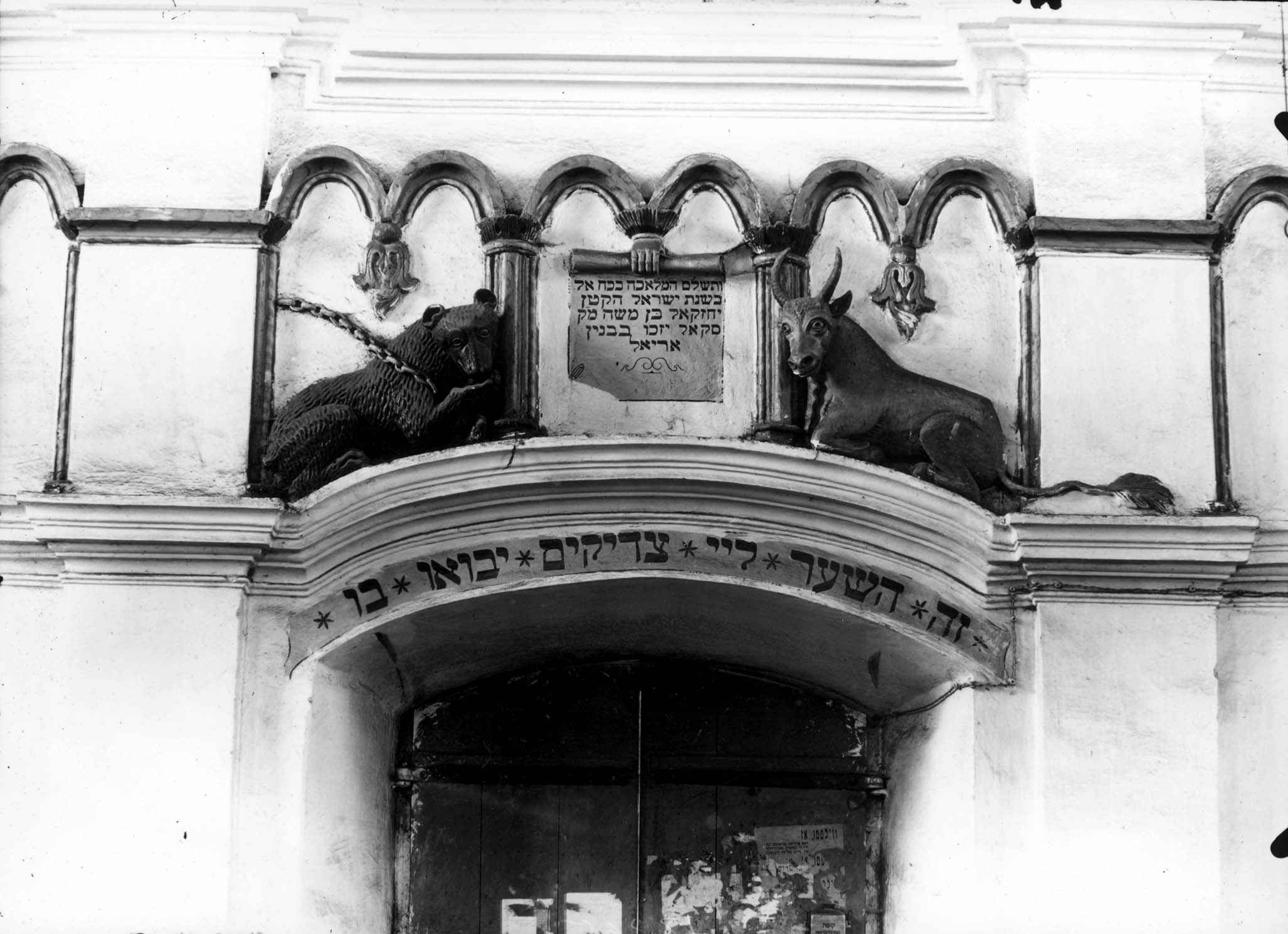
Eingangstür-Ornamente

Über dem Türsturz befand sich eine von einer Hand gehaltene Schriftenrolle, die auf das Erbauungsjahr (1781) und den Baumeister (Ezekiel aus Sokal) hinwies. Diese wurde eingerahmt von einem angeketteten Bären und einer Kuh. Das wird interpretiert als Darstellung der Prophezeiung Und Kuh und Bärin werden miteinander weiden … (Jesaja 11:7). Da sich dies auf die Zukunft bezieht, ist die Bärin sicherheitshalber noch angekettet.